# Madame Sans-Gêne (1925)
Madame Sans-Gêne ist eine US-amerikanische Kostüm-Stummfilmkomödie aus dem Jahre 1925 von Léonce Perret mit Gloria Swanson in der Titelrolle. Die Geschichte basiert auf dem gleichnamigen Bühnenstück von Victorien Sardou und Émile Moreau.

## Handlung
Erzählt wird die durch das vielgespielte, gleichnamige Theaterstück und zahlreiche Verfilmungen (unter anderem 1961 mit Sophia Loren in der Titelrolle) bekannte Geschichte der einfachen aber temperamentvollen Wäscherin Catherine Hübscher im Paris zur Zeit der französischen Revolution und zu Beginn des 19. Jahrhunderts, die aufgrund ihrer direkten und sehr unverblümten Art als Madame Sans-Gêne bekannt geworden ist. Zu den Kunden dieser lebensfrohen, resoluten Frau zählt auch ein gewisser Napoléon Bonaparte, ein junger Artillerieleutnant, der Catherine regelmäßig die Wäscherechnungen schuldig bleibt, sowie Lefebvre, ein gutaussehender Soldat und Jugendfreund Catherines.
Nachdem Napoleon zum Kaiser aller Franzosen ausgerufen worden ist und er Lefebvre zum Feldmarschall ernannte, heiraten Catherine und Lefebvre. Damit wird aus dem ziemlich gewöhnlichen Wäschermädel eine Herzogin von Danzig. Am Hof hingegen tritt Catherine bald mit ihrer Direktheit und ihren groben Umgangsformen von einem Fettnäpfchen ins nächste und gerät, nachdem sie Napoleons Schwestern auf dreiste Weise direkt angeht und zurechtweist, in Konfrontation mit dem Kaiser. Napoleon befiehlt seinem Marschall, sich von Catherine scheiden zu lassen. Erst als Madame Sans-Gêne ihn jedoch selbstbewusst an seine noch immer unbezahlten Wäscherechnungen und an ihre treuen Dienste für die Armee während der Revolution erinnert, gibt er seufzend nach.

## Produktionsnotizen
Madame Sans-Gêne entstand mit Genehmigung der Pariser Regierung in den letzten drei Monaten des Jahres 1924 an französischen Drehorten (Schloss von Fontainebleau, Schloss Compiègne) mit amerikanischen, französischen und britischen Darstellern. Die Uraufführung fand am 17. April 1925 in New York statt, die deutsche Premiere fand im Januar des darauf folgenden Jahres statt, die österreichische am 29. Januar 1926 in Wien.
Der spätere französische Leinwandstar Pierre Brasseur spielte hier eine seiner ersten (damals noch sehr kleinen) Filmrollen. Henri Ménessier entwarf die Filmbauten, René Hubert die Kostüme.

## Kritiken
Friedrich Porges stellte in seiner Betrachtung fest: „Gloria Swanson … ist die erste Madame Sans Gêne des Films. Und eine ausgezeichnete dazu, die sich voll Grazie, Charme und Humor ihrer bedeutsamen Rollenaufgabe entledigt. Man möchte noch feststellen, dass die Sardousche Komödie im Film wirkungsvoller ist, denn auf der Bühne …“
Der Filmbote meinte, Gloria Swanson „spielt diese Rolle mit einer Treffsicherheit, die selbst in jener Szene, in der sie die Schwestern Napoleons abkanzelt, Worte unnötig macht. Aber auch über die glänzend gelebte Hauptrolle hinaus bedeutet dieser Film durch das ausgezeichnete Zusammenspiel und die lebendigen Aufnahmen ein Schaustück ersten Ranges.“
Auf Allmovie ist zu lesen: „Während der Dreharbeiten für den Film in Frankreich hatte Swanson einen Ehemann mit Adelstitel (den Marquis de la Falaise de la Coudraye) aufgesammelt, und das Paar kehrte triumphierend in die Staaten zurück. (…) Dennoch gehört Madame Sans-Gêne nicht zu ihren besten Filmen. Er war überlang, von sich selbst überzeugt bezüglich seiner historischen Bedeutung, und die Schauspielkünste der französischen Darsteller beeindruckten die amerikanischen Kritiker nicht.“
Die Salzburger Wacht schließlich resümierte: „Die Ausläufer der Revolutions- und die Empirezeit sind trefflich inszeniert, prächtig ausgestattet und mit gutem Humor versehen.“